# Clase Mahan
Los destructores de la clase Mahan de la Marina de los Estados Unidos fueron una serie de 18 destructores, de los cuales los primeros 16 se establecieron en 1934. Los dos últimos de los 18, Dunlap y Fanning (este par establecido en 1935), a veces se consideran un clase de barco separada. Los 18 fueron comisionados en 1936 y 1937. Mahan era el primero de la serie, llamado así por el contraalmirante Alfred Thayer Mahan, un influyente historiador y teórico sobre el poder marítimo.
Los buques de la clase Mahan presentaron mejoras con respecto a los destructores anteriores, con 12 tubos de torpedos, refugios para armas superpuestos y generadores para uso de emergencia. El desplazamiento estándar aumentó de 1.365 toneladas a 1.500 toneladas. La clase introdujo un nuevo sistema de propulsión a vapor que combinaba aumentos de presión y temperatura con un nuevo tipo de turbina de vapor liviana, que demostró ser más simple y más eficiente que los predecesores de los Mahan, tanto que se usó en muchos destructores estadounidenses posteriores durante la guerra.
Los 18 barcos entraron en acción en la Segunda Guerra Mundial, completamente en el Teatro del Pacífico, que incluyó la Campaña de Guadalcanal y la batalla de las Islas Santa Cruz, el Golfo de Leyte e Iwo Jima. Su participación en campañas principales y secundarias incluyó el bombardeo de cabezas de playa, desembarcos anfibios, detección de grupos de trabajo, servicio de convoyes y patrullas, y guerra antiaérea y submarina. Seis barcos se perdieron en combate y dos se gastaron en las pruebas nucleares de la Operación Crossroads de la posguerra. El resto fue dado de baja, vendido o desguazado después de la guerra; ninguno permanece hoy. Colectivamente, los barcos recibieron 111 estrellas de batalla por su servicio en la Segunda Guerra Mundial.